# Wahlkreis New Forest West

Der Wahlkreis New Forest West mit den Grenzen von 2007

New Forest West ist ein Wahlkreis  für das britische Unterhaus in der Grafschaft Hampshire. Der Wahlkreis wurde 1997 in seiner heutigen Form geschaffen und deckt einen Großteil von Lymington und Fordingbridge ab. Er entsendet einen Abgeordneten ins Parlament.

## Geschichte
Der Wahlkreis wird seit seiner Erschaffung von Desmond Swayne, einem Angehörigen der Conservative Party, im Parlament vertreten.
Der Wahlkreis wies im April 2013 eine Arbeitslosigkeit von lediglich 1,7 % auf.